# Giovanni Orazio Cartagenova
Giovanni Orazio Cartagenova (Gènova, 1800 - Vicenza, 26 de setembre de 1841) fou un baríton i baix italià.
Vocalment era baix, però va ser també intèrpret de molts papers de baríton. També és recordat per les seves habilitats interpretatives.
S'ignora la seva formació musical. El seu debut va ser a La Scala de Milà el 7 de març de 1823 en el paper d'Elmiro a Otello de Gioacchino Rossini. Va entrar en contacte amb els principals compositors italians, incloent Saverio Mercadante, del qual fou amic i el va contractar el 1824 per a una gira per Espanya, Portugal i Itàlia, Gaetano Donizetti, Vincenzo Bellini i Rossini.
Des del 1833 el seu nom està vinculat a La Scala, però va continuar actuant en altres teatres italians i estrangers, entre els quals es recorda una important gira per Londres el 1836, on va actuar a La straniera al King's Theatre.
En la seva carrera va participar en l'estrena d'Adina el 1826, de La testa di bronzo el 1827, de Gabriella di Vergy el 1828, d'I normanni a Parigi el 1832, de Beatrice di Tenda el 1833, de La gioventù di Enrico V el 1834, d'Emma d'Antiochia el 1834, d'Il giuramento el 1837.